# Billy Collins Jr.
William Ray Collins Jr. (21 de septiembre de 1961 - 6 de marzo de 1984) fue un boxeador profesional estadounidense que compitió entre 1981 y 1983. Su carrera se vio truncada después de su última pelea, cuando sufrió lesiones graves contra Luis Resto, que usó guantes ilegales, manipulados con un añadido de yeso.

## Carrera profesional
Tras ganar 14 combates consecutivos se enfrentó al puertorriqueño Luis Resto en el Madison Square Garden de Nueva York el 16 de junio de 1983, en la cartelera de la pelea por el título mediano ligero entre Roberto Durán y Davey Moore. Collins era el favorito para ganar el combate, pero perdió claramente y por decisión unánime.
Cuando Resto fue a saludar a su rival, el padre y entrenador de Collins, Billy Collins, notó que los guantes de este eran más delgados de lo normal y exigió que fueran incautados. Una investigación posterior de la Comisión de Boxeo del Estado de Nueva York concluyó que el entrenador de Resto, Panama Lewis, había eliminado una onza de relleno de cada guante. El resultado de la pelea fue cambiado a combate sin decisión.